# Bakteriofag

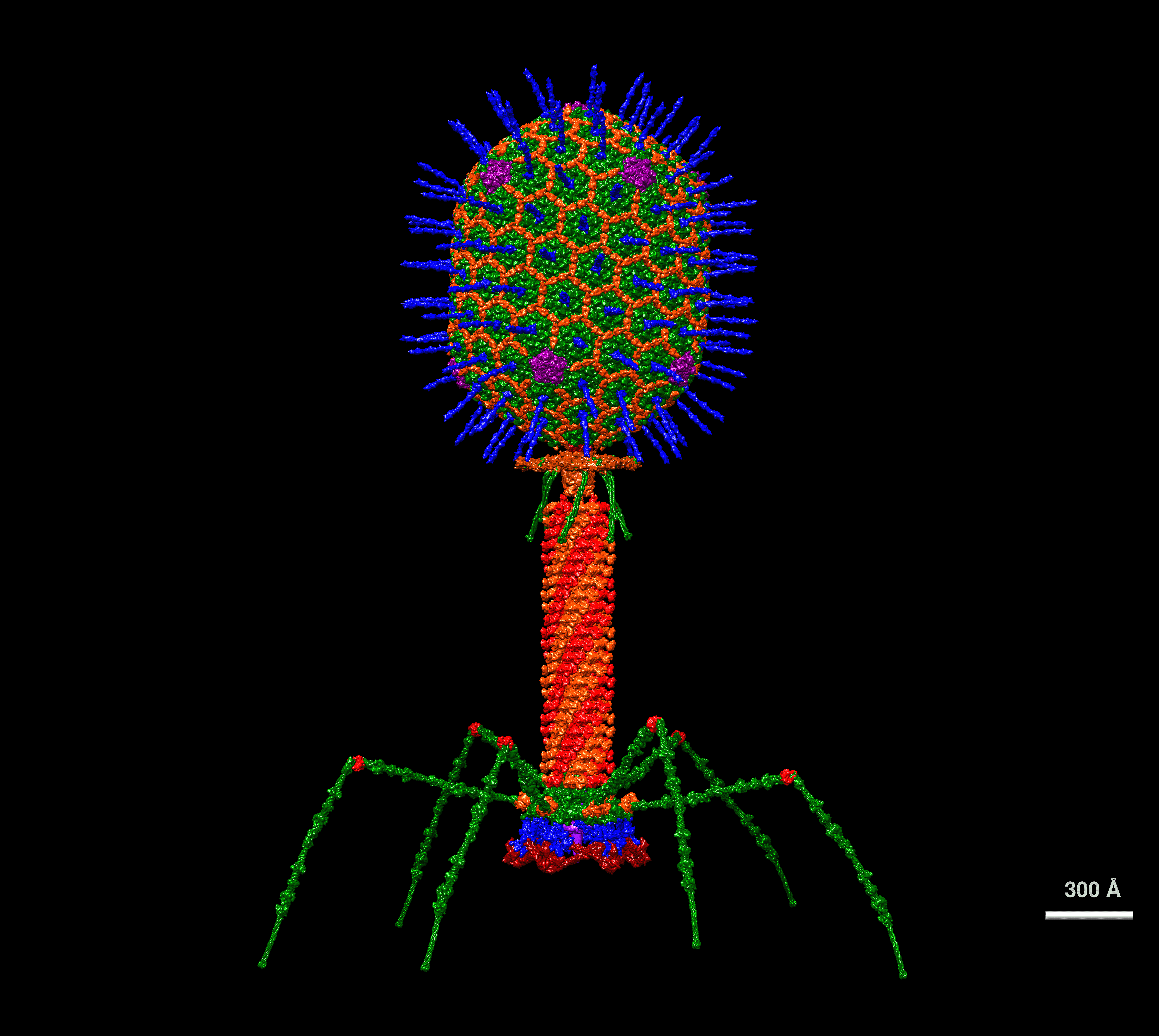
Bacteriophage T4 Structural Model at Atomic Resolution

Bakteriofag (från "bakterie" och grekiskans phagein som betyder "att äta") eller förkortat "fag" är ett virus som angriper bakterier. Precis som virus kan angripa eukaryoter (växter, djur och svampar), kan fager visa en stor variation av olika sammansättningar. Generellt består de av ett yttre proteinhölje och innehåller genetiskt material, vilket består av dubbelsträngat DNA av storleksordningen 5 till 650 kbp (kilobaspar) hos majoriteten av de kända fagsorterna. Dimensionen av fager är i storleksordningen 24 till 200 nm (nanometer). Flera sorter har en struktur som kallas svans, vilken används för att injicera genetiskt material i värdcellen.

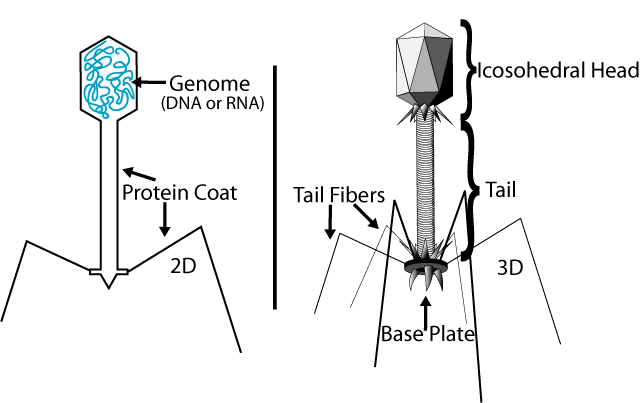

Fager är allestädes närvarande och kan hittas i många bakterierika utrymmen, såsom jord och djurtarmar. En av de fagtätaste naturliga källorna är sötvatten, där upp till 2,5×10^8 virioner per cm3 hittats.
Fager har troligen spelat en viktig roll under evolutionen som överförare (vektor) av genetiskt material mellan olika bakteriearter.
Bakteriofager användes ofta för medicinska syften, istället för penicillin, i Sovjetunionen. Eftersom de är specifika och riktar sig mot enskilda bakterier är de mer specifika. Mot bakgrund av resistensutveckling hos bakterier har bakteriofaganvändning pekats ut som en möjlig ersättning.

## Livscykel
Fager infekterar endast specifika bakterier. Det är okänt huruvida det finns en fag för varje art av bakterier eftersom endast en bråkdel av de idag kända bakteriearterna har studerats på den här detaljerade nivån. Vissa fager är virulenta, vilket betyder att utöver att infektera en cell så börjar de omedelbart att reproducera sig, och inom en kort tid lyserar (förstör) de cellen som släpper ut nya fager. Några så kallade "termofager" kan istället gå in i ett relativt harmlöst stadium, antingen integrerandes deras genetiska material i värdcellens kromosomala DNA (mycket snarlikt retrovirus hos djur) eller så etablerar de sig själva som plasmider. Deras endogena fager, refereras till som profager, kopieras då genom varje celldelning tillsammans med värdcellens DNA. De dödar inte cellen men styr tillståndet för sin värd. När värdens tillstånd försämras genom exempelvis ökad temperatur eller brist på näringsämnen, blir de endogena fagerna aktiva. De initierar den reproduktiva cykel som resulterar i lysering av värdcellen, utifall att värdbakterien skulle dö. Ett exempel är λ fagen som attackerar bakterien E. coli. Ibland kan profager ge nytta åt värdbakterien medan de är i viloläge. Genom att tillföra nya funktioner till bakteriens genom, ett fenomen kallat lysogenisk konvertering. Ett känt exempel på denna konvertering är den harmlösa strängen från Vibrio cholerae som genom en fag övergår till den högvirulenta formen som ger kolera. 

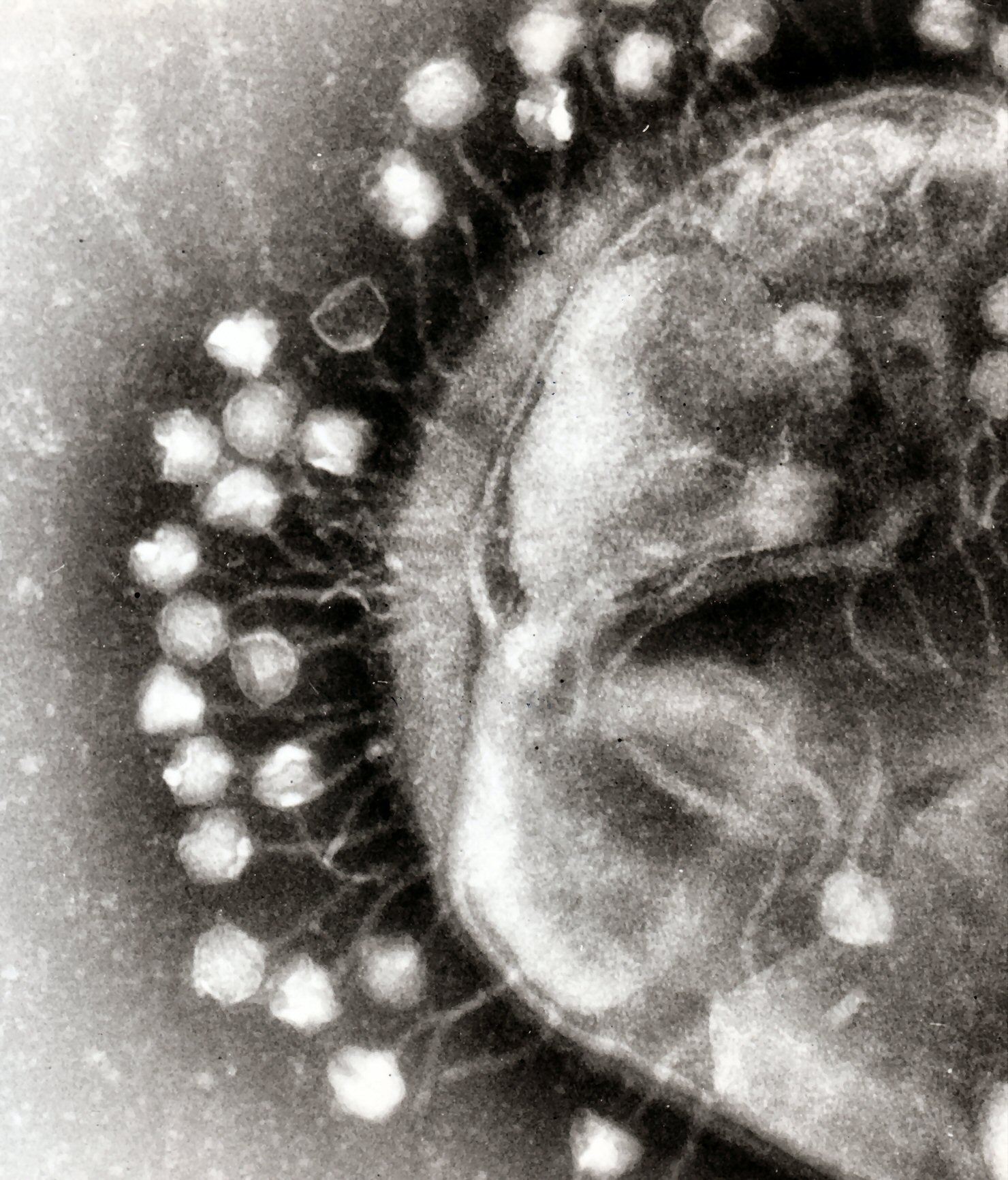
Många bakteriofager som attackerar en bakterie

## Typiska bakteriofager
Nedanstående lista utgörs av bakteriofager som har studerats i omfattande utsträckning:
- λ fag - Lysogen
- T4 fag (169 till 170 kbp, 200 nm lång)
- T7 fag
- R17 fag
- M13 fag
- MS2 fag (23-25 nm lång)
- G4 fag
- P1 fag
- P2 fag
- N4 fag
- ф6 fag
- ф29 fag
- Phi-X174

## Bakteriofager som alternativ till antibiotika
Behandling med bakteriofager kan vara en alternativ bakteriedödande metod för infektioner som inte går att bota med antibiotika. Bakteriofager kan även användas för att behandla livsmedel som lätt angrips av bakterier, till exempel sallad som kan innehålla salmonella, eller som ett komplement till desinfektionsmedel på sjukhus.